# 鲁库尔
鲁库尔（法語：Roucourt，法語發音：[ʁukuʁ]）是法国上法兰西大区北部省的一个市镇，位于该省中部，属于杜埃区。

## 地理
鲁库尔（50°19'41"N, 3°8'54"E）面积3.19 平方千米，位于法国上法蘭西大區北部省，该省份为法国最北部的省份及最长的省份，西北濒北海，西接加来海峡省，南至埃纳省和索姆省，东与比利时接壤。
与鲁库尔接壤的市镇（或旧市镇、城区）包括：盖南、康坦、德希、埃尔尚、勒瓦尔德。

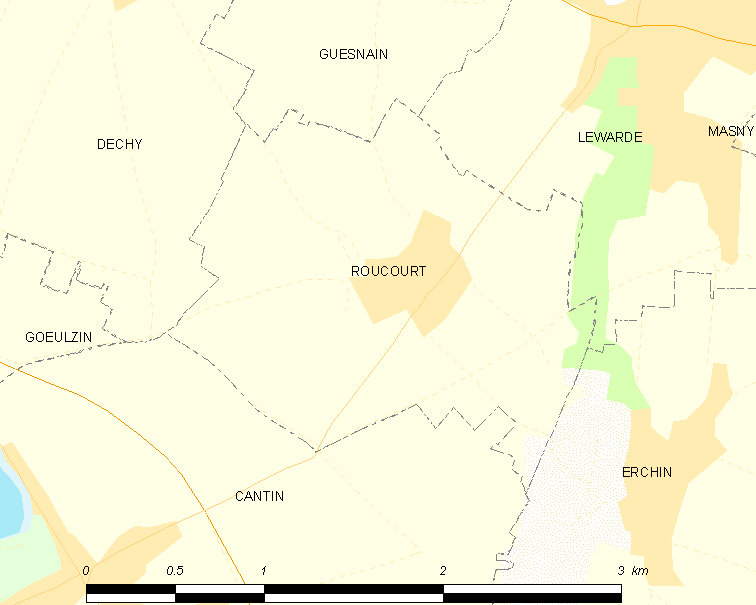
鲁库尔的OSM定位图

鲁库尔的时区为UTC+01:00、UTC+02:00（夏令时）。

## 行政
鲁库尔的邮政编码为59169，INSEE市镇编码为59513。

## 政治
鲁库尔所属的省级选区为阿尼什县。

## 人口

1962-2008年间鲁库尔人口变化图示

鲁库尔于2022年1月1日时的人口数量为456人。